# 大玉螺
大玉螺（学名：Polinices didyma didyma），是异足目玉螺科无脐玉螺属的一种。主要分布于印度尼西亚、中国大陆、台湾，常栖息在潮间带到浅海的砂底以及潮下带。